# Gärdet (tunnelbanestation)
Gärdet är en station inom Stockholms tunnelbana i stadsdelen Ladugårdsgärdet i Stockholms innerstad. Stationen trafikeras av linje 13 på röda linjen och ligger mellan stationerna Ropsten och Karlaplan. Stationen ligger i berget under kvarteren Verkstadsklubben, Karteschen och Vattentornet. Den har en plattform, 31 meter under Furusundsgatan och 22 meter under Rindögatan.
Stationen har två biljetthallar. Den södra har entré från Brantingsgatan och Askrikegatan. Den norra har entré genom lång gång från Värtavägen 59 samt hissförbindelse till Gärdeshöjden, Furusundsgatan 15.
Stationen ligger 4,4 kilometer från Slussen, och togs i bruk den 2 september 1967. Cirka 12 500 resenärer reser från stationen en vanlig vardag.
Plattformen är konstnärligt utsmyckad med fantasiskalbaggar av konstnären Karl Axel Pehrson, som också skapat den skalbaggsskulptur som delas ut på Guldbaggegalan.  Utsmyckningen skapades 1967.
Bakom konsten på spårväggarna på stationen sitter sedan 2006 ett tåligt och lättsanerat emaljsystem för att minska kostnaden för klottersanering och trötta ut klottrarna.

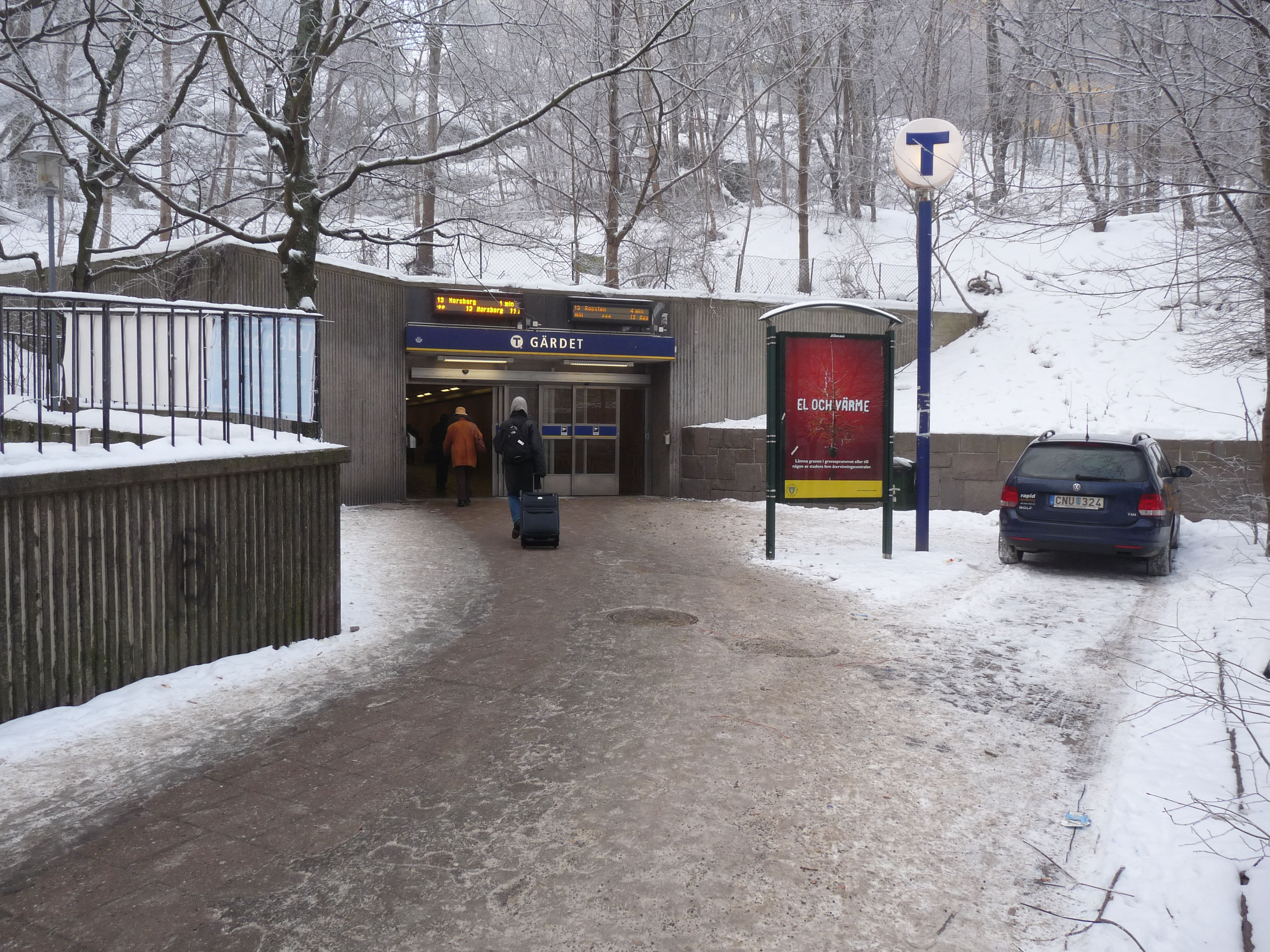
Entrén till norra biljetthallen från Värtavägen, januari 2010.
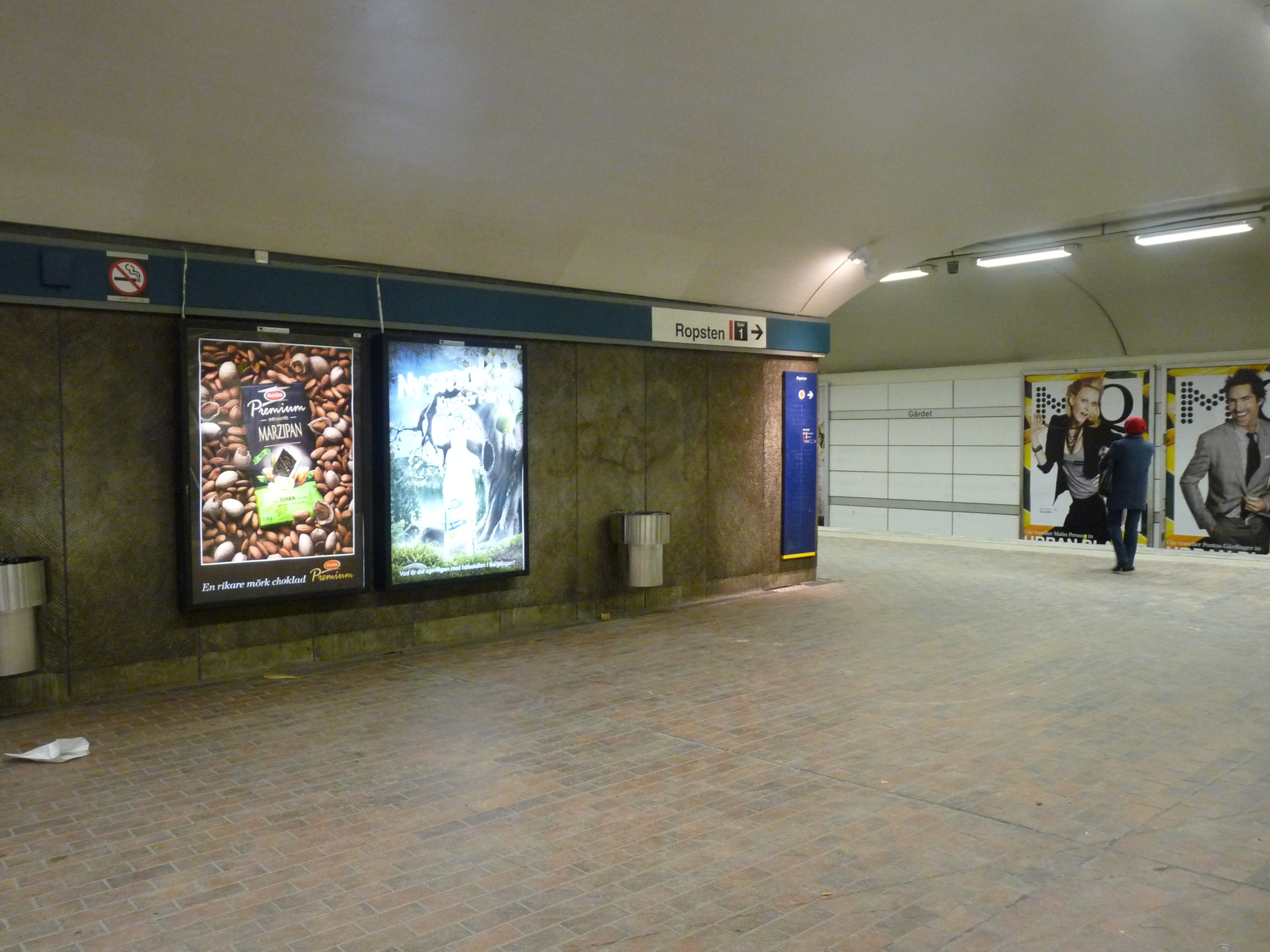
Stationen, mars 2010.
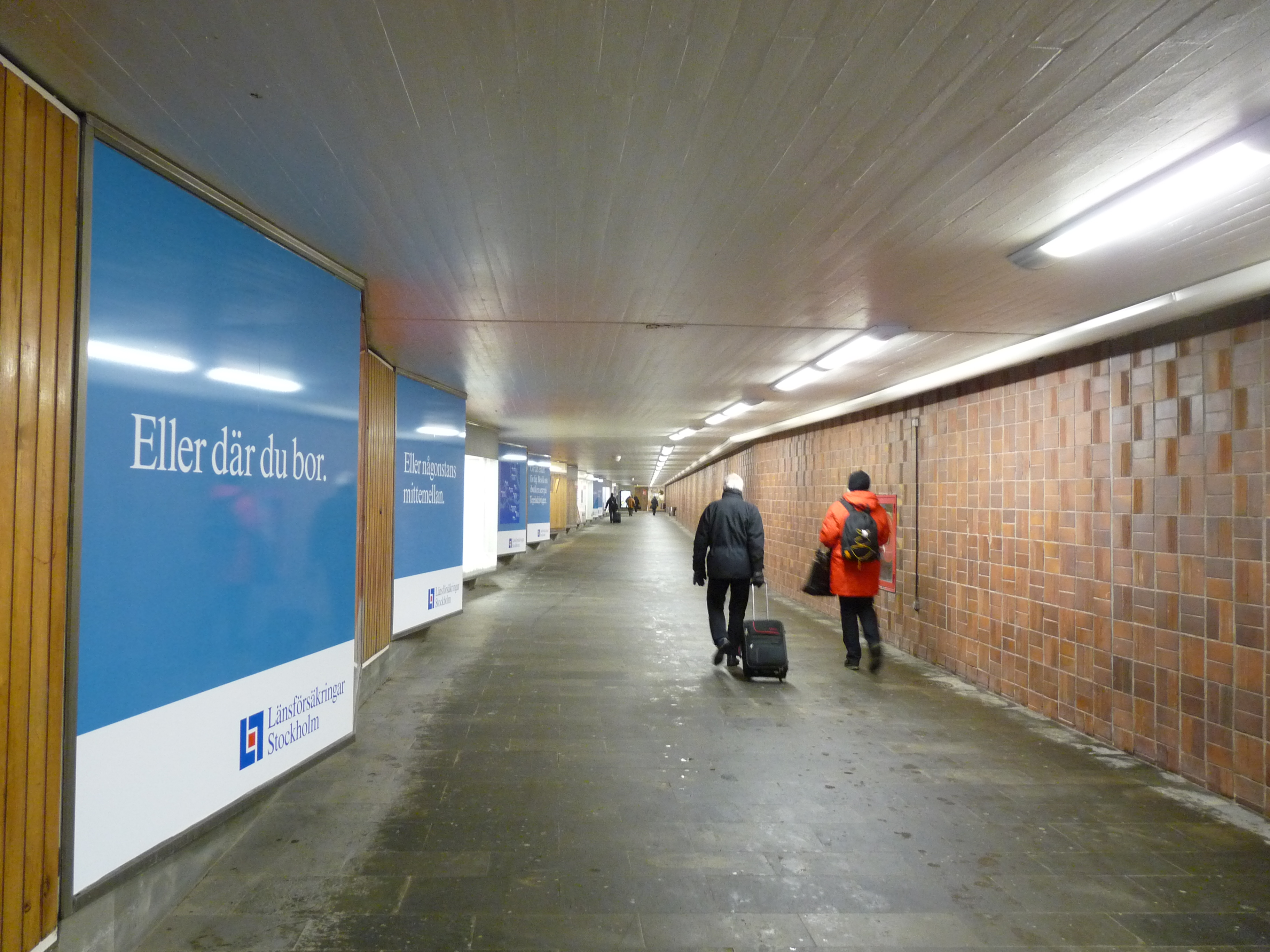
Gångtunneln från norra biljetthallen till Värtavägen, januari 2010.
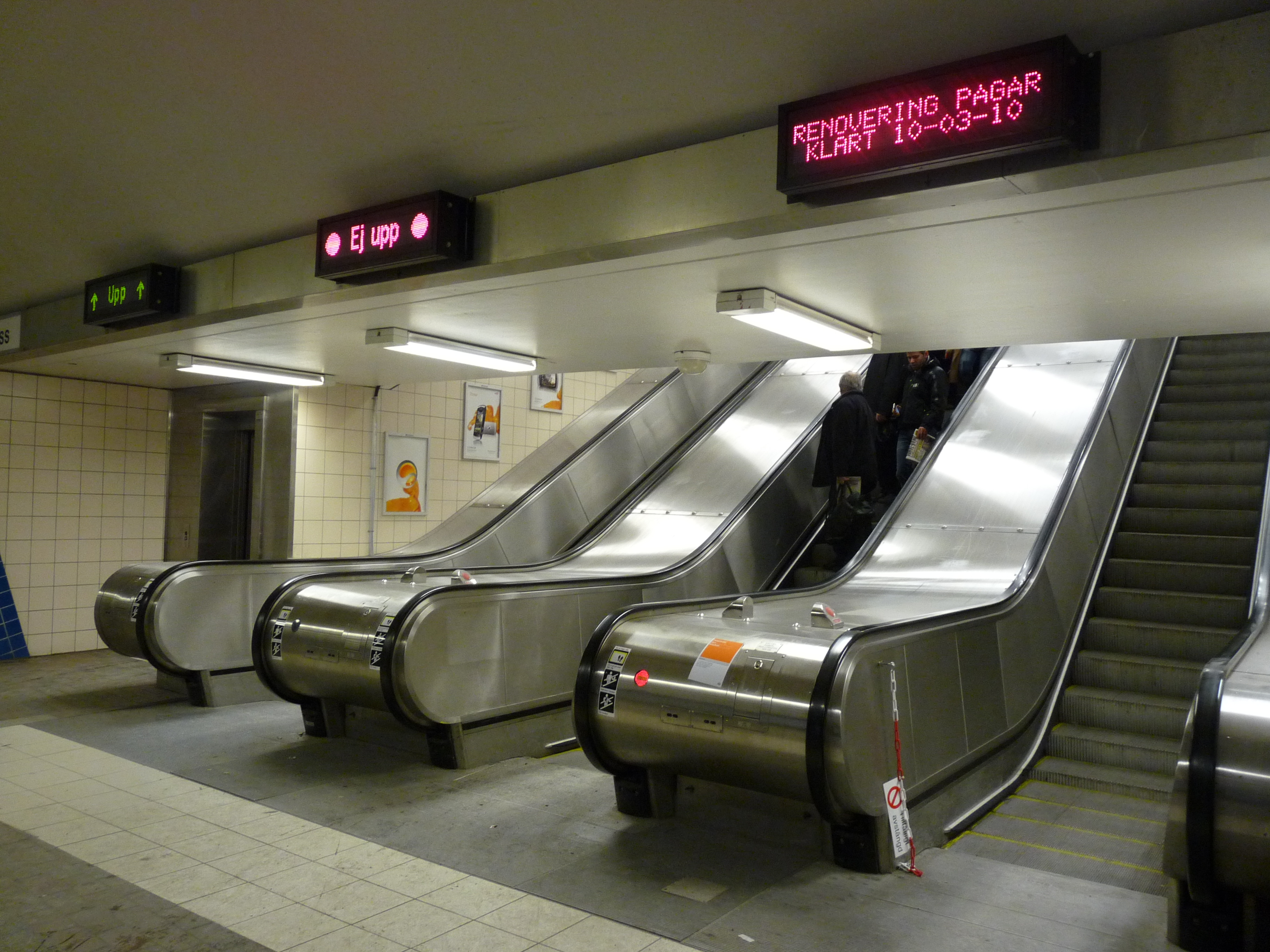
Rulltrappor på stationen, mars 2010.
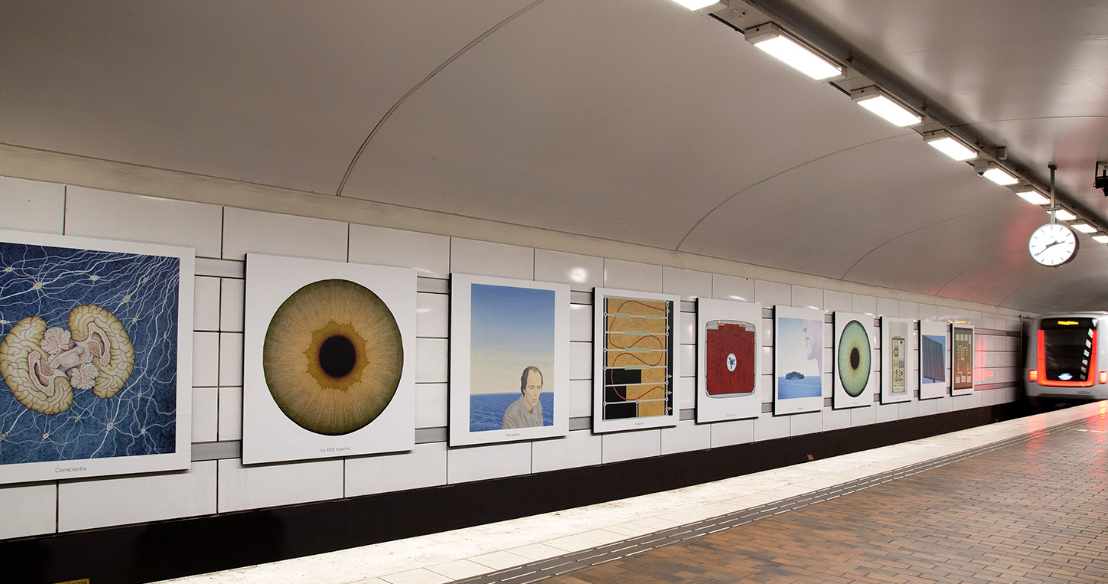
Bakom konsten på spårväggarna är väggarna på båda sidorna beklädda med ett emaljsystem sedan 2006. Emaljstålets unika egenskaper medför exempelvis att det är lätt att rengöra från klotter och smuts och att det är hållbart.
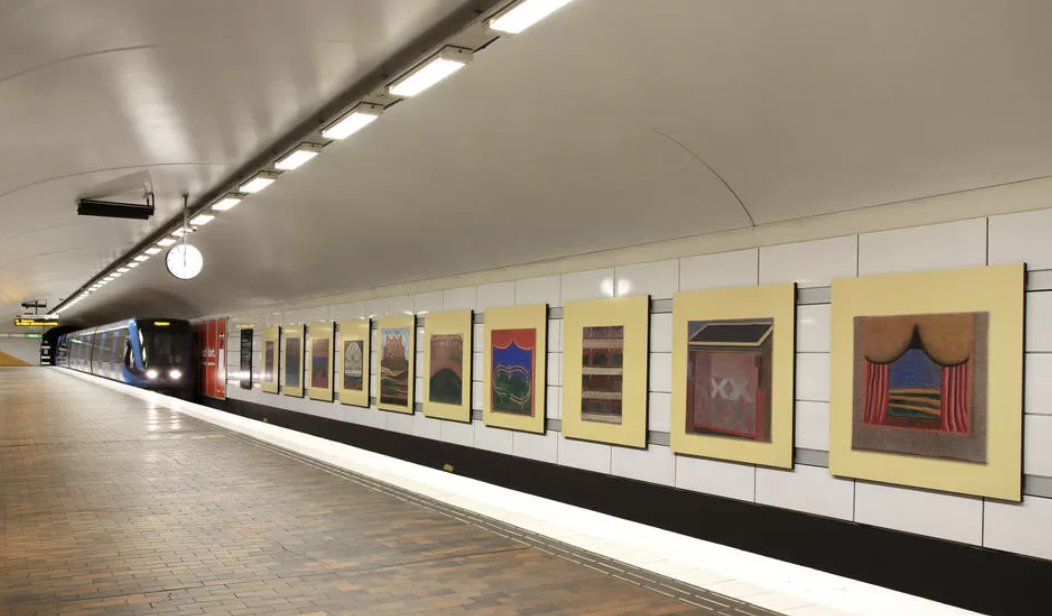
Bakom konsten på spårväggarna är väggarna på båda sidorna beklädda med ett emaljsystem sedan 2006. Emaljstålets unika egenskaper medför exempelvis att det är lätt att rengöra från klotter och smuts och att det är hållbart.
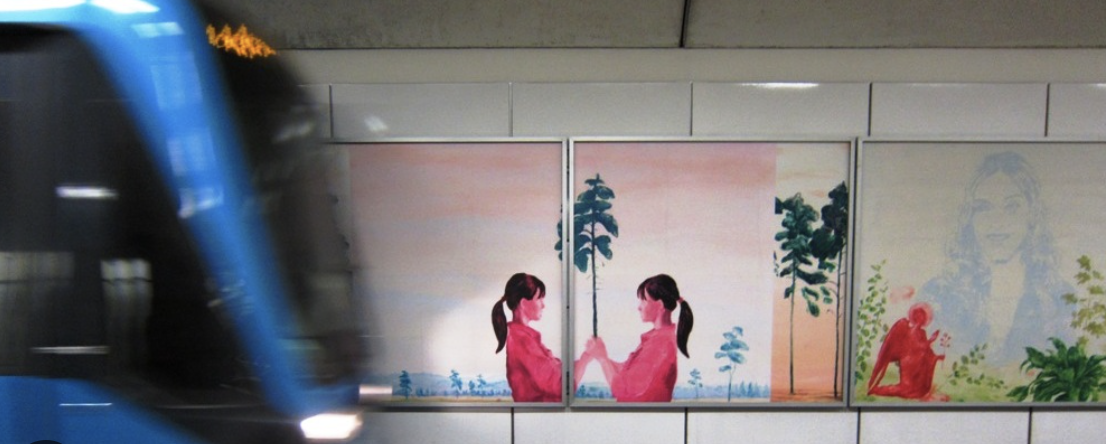
Bakom konsten på spårväggarna är väggarna på båda sidorna beklädda med ett emaljsystem sedan 2006. Emaljstålets unika egenskaper medför exempelvis att det är lätt att rengöra från klotter och smuts och att det är hållbart.
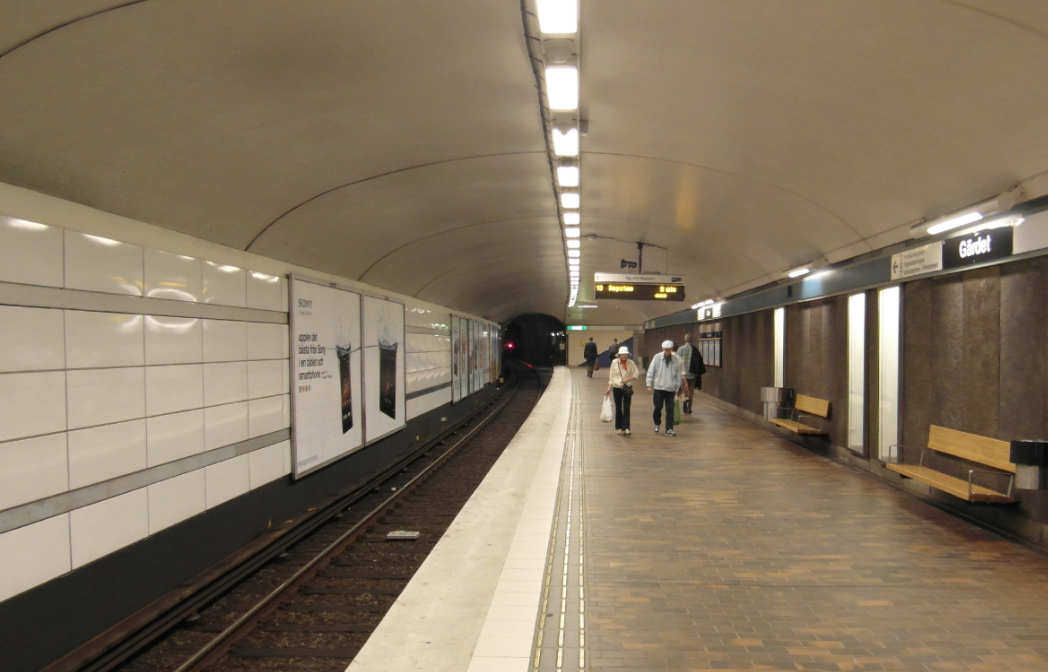
Bakom konsten på spårväggarna är väggarna på båda sidorna beklädda med ett emaljsystem sedan 2006. Emaljstålets unika egenskaper medför exempelvis att det är lätt att rengöra från klotter och smuts och att det är hållbart.